# ラ・モローチャ
『ラ・モローチャ』（スペイン語:La morocha）とは、エンリケ・サボリド作曲のタンゴ。

## 概要
1905年発表の曲で、スペイン語で「小麦色の娘」を意味する。
エル・チョクロの作曲者であるアンヘル・ビジョルドが作詞した歌詞があり、歌付きの録音がよく聴かれる。楽譜が10万部以上売れたといわれている。リベルタ・ラマルケ歌唱の録音がよく聴かれる。